# Кемерон Геннінґ
Кемерон Геннінґ (англ. Cameron Henning, 24 листопада 1960) — канадський плавець.
Призер Олімпійських Ігор 1984 року.